# Sanyo

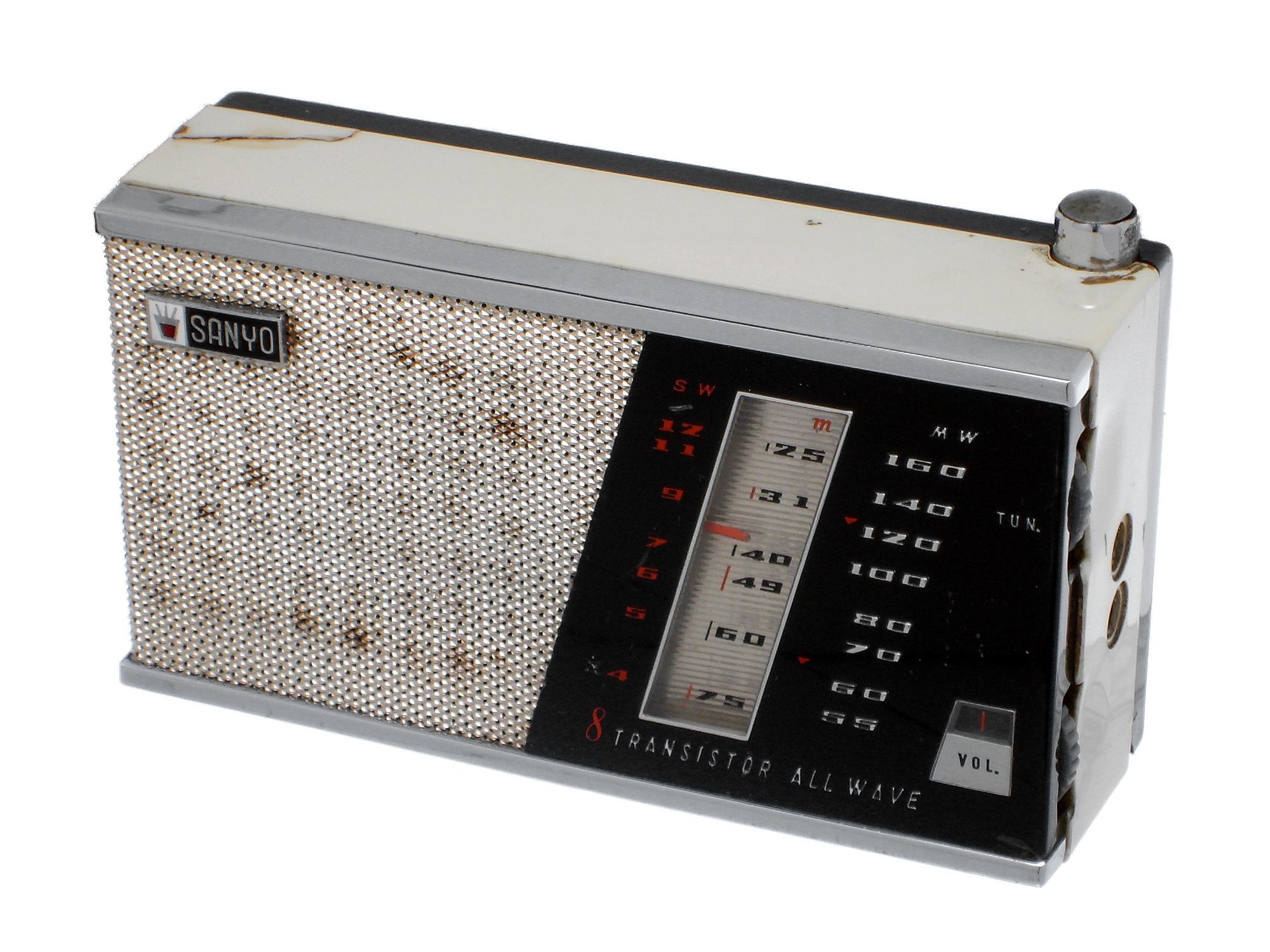
A Sanyo 8S-P3 típusjelű tranzisztoros rádiója 1959-ből

A Sanyo Electric Co., Ltd. (三洋電機株式会社; Hepburn: San'yō Denki Kabushiki-gaisha) elektronikai cikkek gyártásával foglalkozó japán óriásvállalat.

## Története
1947-ben alakult Sanyo Electric Works néven, a cég kezdetben dinamólámpákat gyártott kerékpárokra. 1950-től felvette a Sanyo Electric Co. nevet és rádió, valamint dobtárcsás mosógépek szerepeltek a termékeik között. A cég 1959 és 1961 között Tokióban, Hongkongban és az Amerikai Egyesült Államokban is felépítette gyárait. 1964-ben már világszerte színes televíziókat adtak el, és 1966-ban jött létre a Tottori Sanyo Electric Co., valamint első videómagnójukat is piacra dobták. 
1971-ben forgalomba hozták az abszorpciós hűtőt és az első távirányítós televíziót, majd egy évvel később számítógépes hálózatot fejlesztett ki a cég a japán kórházaknak. Az 1970-es években világelsőként magnézium-dioxidos lítiumelemeket gyártottak. A Tokyo Sanyo Electric Co. és a Sanyo Electric Co. 1986-ban egyesült. 1994-ben már nagy tömegben állítottak elő lítium-ionos elemeket, három évre rá az első digitális kamerát is forgalomba hozták, majd 2000-ben legyártották az ötbilliomodik nikkel-kadmium elemet.

## Külső hivatkozások
- Sanyo Hungary Kft.
- Globális
- USA
- Europa
- Kanada
- Sanyo.lap.hu - linkgyűjtemény